# Berijew

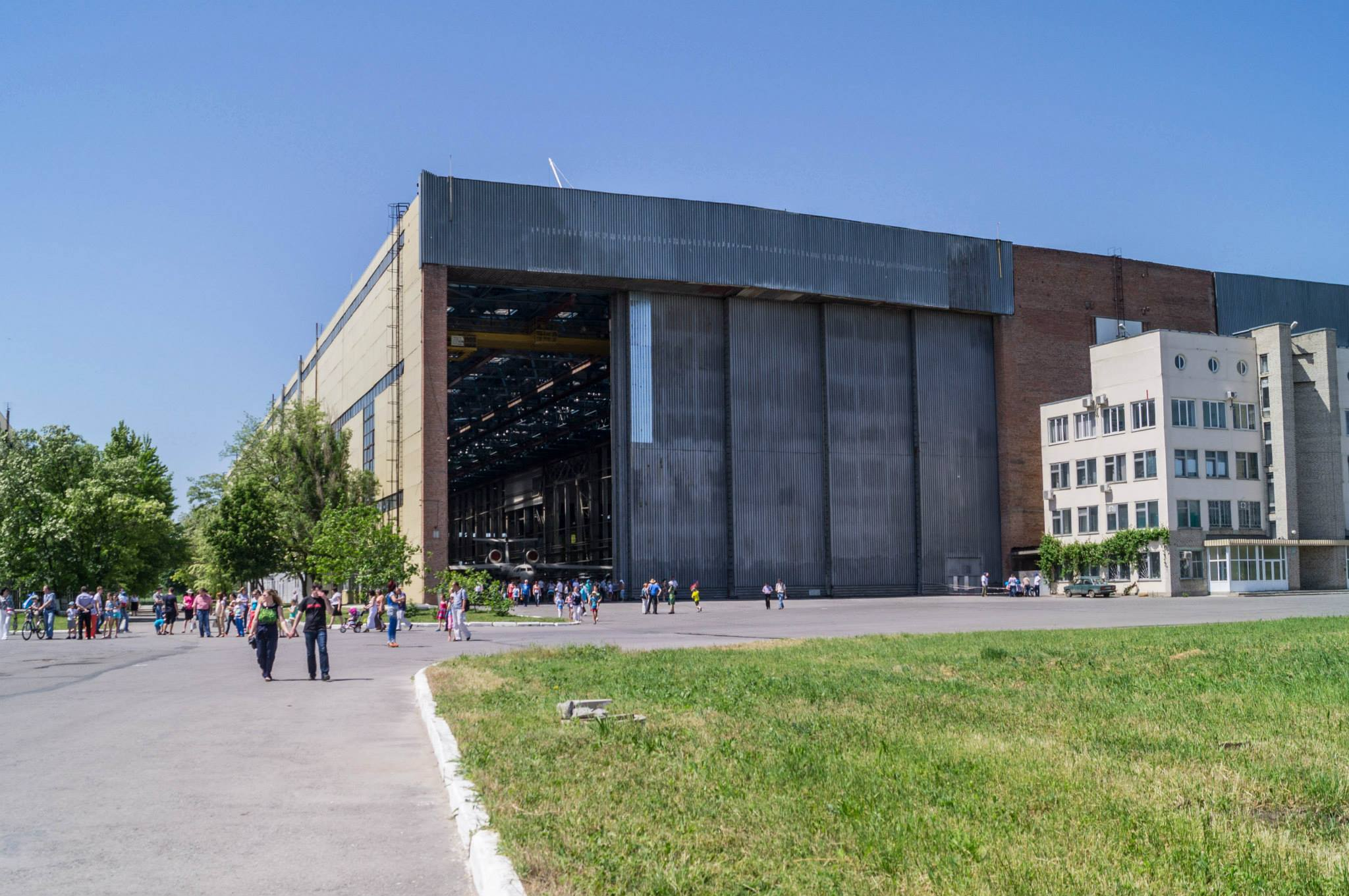
Produktionshalle von Berijew in Taganrog (2014)

Das Unternehmen Berijew (russisch Таганрогский авиационный научно-технический комплекс имени Г. М. Бериева/ Taganrogski awijazionny nautschno-technitscheski kompleks imeni G. M. Berijewa, deutsch: Wissenschaftlich-Technischer Komplex für Luftfahrt Taganrog „G. M. Berijew“) ist ein russischer Hersteller von Flugzeugen und gehört zur Irkut-Holding.

## Geschichte
Das Experimental-Konstruktionsbüro 49 (OKB-49) wurde am 29. Juni 1934 in Taganrog aus dem Experimentellen Konstruktionsbüro für Marineflugzeuge (OKB MS) gebildet und Georgi Michailowitsch Berijew als Chefkonstrukteur eingesetzt. Der Bau der unter seiner Aufsicht entwickelten Typen fand im angeschlossenen Staatlichen Flugzeugwerk Nr. 31 (GAS-31) statt. Aufgrund des Zweiten Weltkriegs musste das GAS-31 im Sommer 1942 nach Tblissi evakuiert werden. An seiner Stelle wurde nach Kriegsende das Flugzeugwerk Nr. 86 errichtet, welches nun die Produktion der vom OKB entwickelten Typen übernahm. Das Konstruktionsbüro spezialisierte sich auf die Entwicklung und Herstellung von Flugbooten und Amphibienflugzeugen. Es wurden jedoch auch konventionelle Maschinen wie die Berijew Be-30 entwickelt und hergestellt. Ab den 1960er Jahren produzierte das GAS-86 das strategische Bombenflugzeug Tu-95 des OKB Tupolew und dessen Seeüberwachungsvariante Tu-142.
Bekannteste Typen waren das Mehrzweckflugboot MBR-2 sowie die Seeaufklärer Be-6 und Be-12.
Das Unternehmen firmiert als Beriev Aircraft Company unter der Führung von Wiktor Anatoljewitsch Kobsew.

## Flugzeuge von Berijew

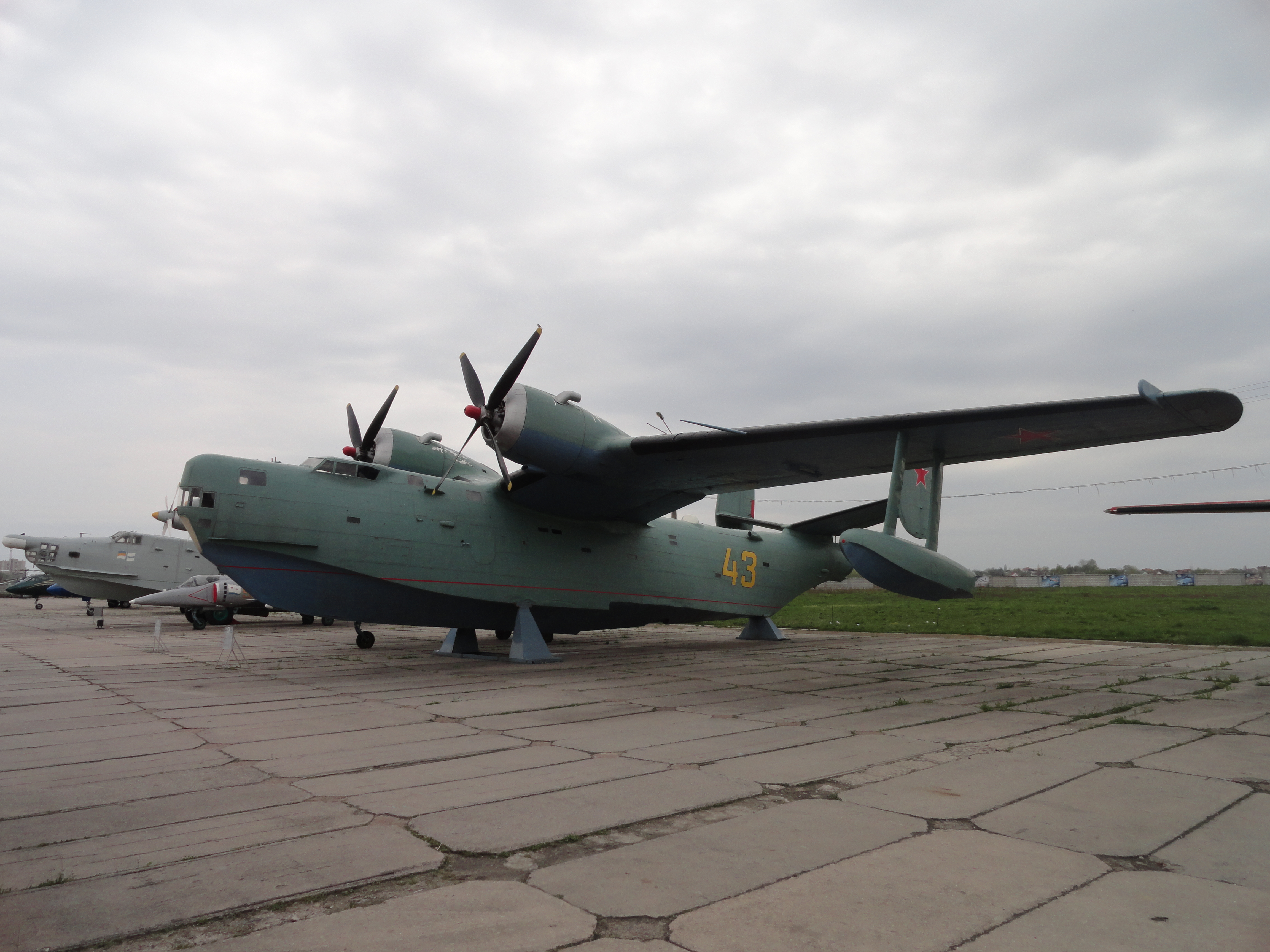
Be-6

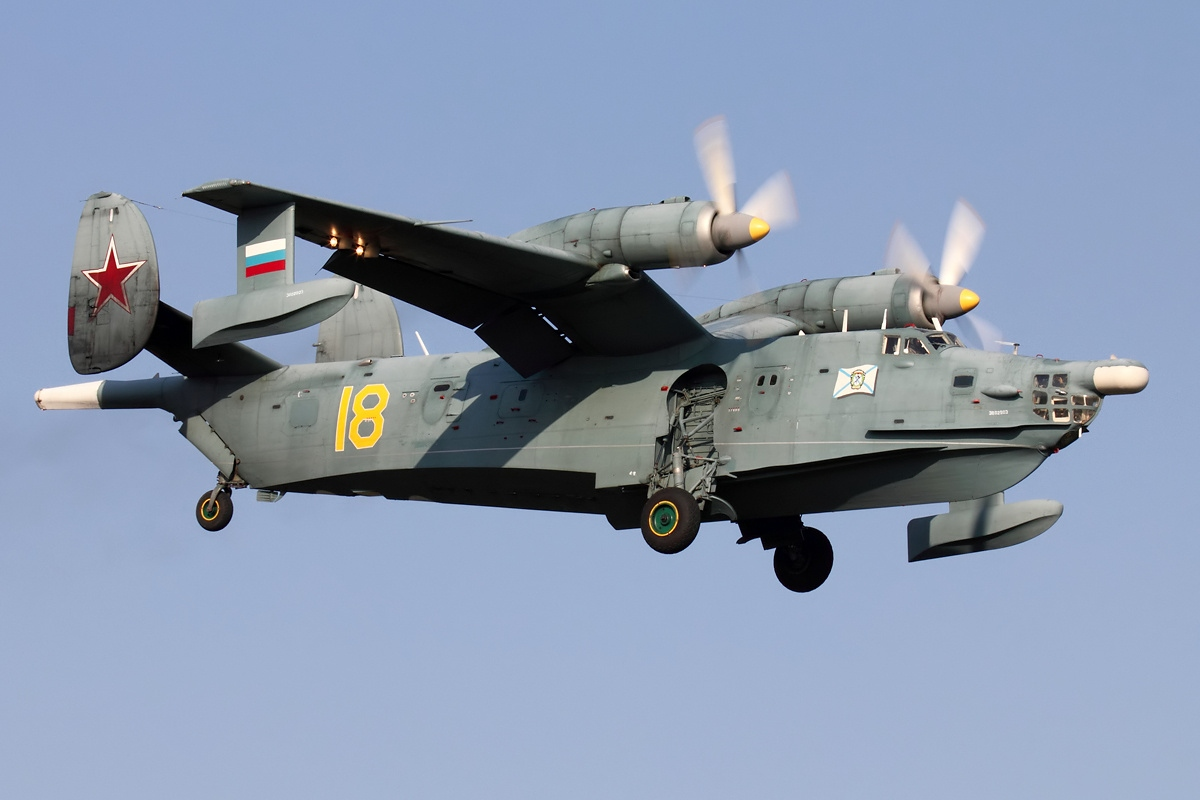
Be-12

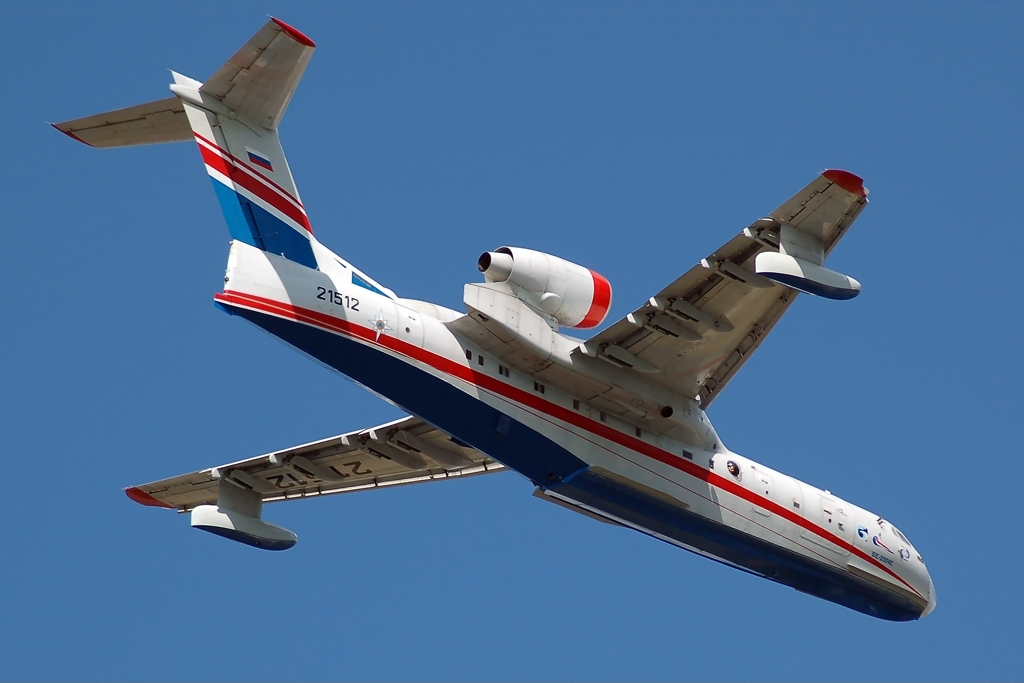
Be-200

- MBR-2, Mehrzweckflugboot, zivil und militärisch, ab 1933 über 1000 Stück
- MBR-5, Amphibienflugzeug, ein militärischer Prototyp 1935, ähnlich MBR-2
- MDR-5, Langstreckenseeaufklärer, 2 Flugzeuge 1938
- MBR-7, Kurzstreckenseeaufklärer, ein militärischer Prototyp 1939, sollte MBR-2 ersetzen
- R-1, militärisches zweistrahliges Flugboot, 1 Exemplar 1952
- Be-1, strahlgetriebenes Bodeneffektfahrzeug, ein Stück 1961
- Be-2/KOR-1, katapult- und hochseefähiges Aufklärungsflugzeug, 1936, 12 Exemplare
- Be-4/KOR-2, Bordaufklärungsflugzeug, Nachfolger KOR-1, 47 Flugzeuge ab 1940
- Be-6, Seeaufklärungs- und Bomberflugboot ab 1948, 129 ausgeliefert
- Be-8, Mehrzweckflugboot, in zwei Exemplaren ab 1947
- Be-10, Seeaufklärer mit Strahltriebwerken, 1956, 27 in Dienst gestellt
- Be-12, Seeaufklärungsflugboot ab 1960, zirka 150 Exemplare
- Be-30, Passagierflugzeug, 3 Stück erprobt ab 1967
- Be-32, Passagierflugzeug, eine umgebaute Be-30 ab 1969
- Be-42/A-40, strahlgetriebenes Flugboot, 2 Exemplare ab 1985 geflogen
- A-50, ca. 40 von Berijew zum Frühwarnflugzeug umgebaute IL-76 ab 1984
- A-60, 2 von Berijew zum Versuchsträger für fliegendes Laser-Energiewaffensystem umgebaute IL-76. Im Februar 2018 wurde bekannt, dass Russland eine Neuauflage der A-60 in Erwägung zieht.[1]
- A-100, Nachfolger der A-50, ebenfalls auf IL-76-Basis
- Be-103, sechsplätziges Amphibienflugzeug ab 1997, in Produktion und weltweit zugelassen
- Be-200: Mehrzweckamphibienflugzeug ab 1998, Anfang 2020 waren die meisten der bis dann gebauten mindestens 17[2] Flugzeuge als Wasserbomber im Einsatz
- S-13, Geplanter Nachbau der Lockheed U-2, Programm 1962 vor der Fertigstellung beendet
- WWA-14: Anti-U-Boot- und Bodeneffekt-Amphibienfahrzeug, 2 Exemplare ab 1972
- Be-2500 Neptun, 2500-Tonnen Fracht-Ekranoplan, Projekt seit 2007